# بروكتر رالف هغ جونيور
بروكتر رالف هغ جونيور (بالإنجليزية: Procter Ralph Hug, Jr.)‏ هو ضابط وقاضي أمريكي، ولد في 11 مارس 1931 في رينو في الولايات المتحدة، وتوفي بنفس المكان في 17 أكتوبر 2019.

## وصلات خارجية
- بروكتر رالف هغ جونيور على موقع إن إن دي بي (الإنجليزية)